# Bandiera della Corsica
La Bandiera della Corsica (in lingua corsa "A bandera Corsa) è uno dei simboli principali della Corsica, insieme all'inno Dio vi salvi Regina. È stato adottato dalla Regione della Corsica, ora Collectivité de Corse, nel 1980.

## Storia della bandiera

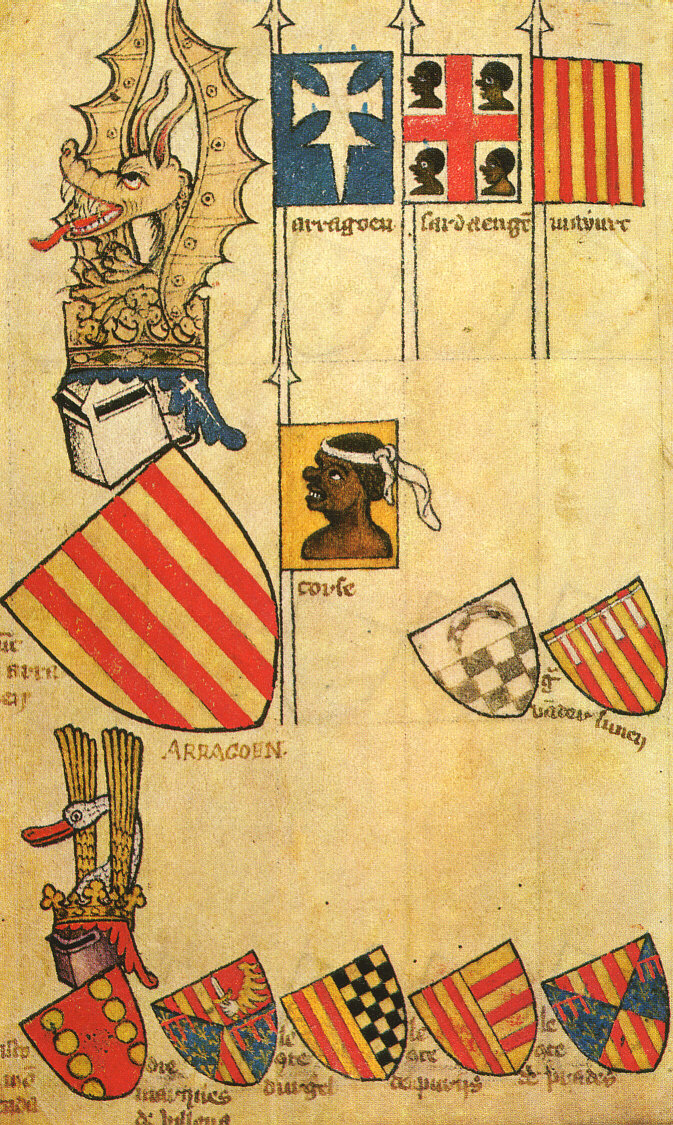
Armoriale di Gheldria, stati della Corona d'Aragona

È uno stendardo bianco con al centro una testa di moro, avvolta sulla fronte da una benda bianca annodata nella nuca, rivolta verso l'inferitura. Questa bandiera è direttamente riconducibile e storicamente legata a quella dei quattro mori della vicina Sardegna; entrambe condividono un'origine aragonese legata alla vittoria del regno d'Aragona contro i Mori nella battaglia di Alcoraz.
Nell'armoriale di Gheldria del tardo XIV secolo, la bandiera della Testa Mora appare come vessillo della Corsica, fra gli stati della Corona d'Aragona. L'isola corsa era nominalmente parte del Regnum Sardiniae et Corsicae, tuttavia, a differenza della Sardegna, questa non venne mai conquistata dai catalano-aragonesi e rimase per secoli un territorio dipendente dalla Repubblica di Genova.

La bandiera Testa Mora fu adottata dal Generale della Nazione Pasquale Paoli nel 1755, modificando la versione preesistente, che riportava il moro con gli occhi coperti dalla benda bianca. Paoli volle che il moro fosse sbendato, per simboleggiare l'auspicata liberazione della Corsica.
La bandiera venne usata dalla effimera Repubblica della Corsica, e quindi bandita dopo il 1769, quando la Francia costrinse la Repubblica di Genova a venderle l'isola per ripianare i debiti contratti con la Francia stessa (per coprire il costo per le spese di mantenimento delle truppe francesi che, sbarcate nel 1764, avrebbero dovuto riportare l'isola sotto il governo genovese, costi che Genova si era impegnata a coprire col trattato di Compiègne). Esse repressero l'endemica ribellione isolana. Durante il periodo di dominazione imperiale francese (1769-1789), i patrioti corsi usarono di nuovo la versione della bandiera con il moro bendato, come segno di protesta.
La versione sbendata, inquartata con la croce di San Giorgio, venne utilizzata come bandiera ufficiale durante il Regno di Corsica del 1794-1796.  Cadde quindi in disuso fino al 1980, quando venne di nuovo adottata come bandiera regionale. La Testa Mora è utilizzata anche sullo stemma della Corsica e su quello dei due dipartimenti di Alta Corsica e Corsica del Sud.